# Capitale italiana dell'arte contemporanea
La Capitale italiana dell'arte contemporanea è un riconoscimento istituito per incoraggiare e sostenere la capacità progettuale e attuativa delle città italiane nel campo della promozione e valorizzazione dell'arte contemporanea.

## Storia
La Capitale italiana dell'arte contemporanea è stata istituita con il Decreto Ministeriale n. 117 del 21 marzo 2024.

## Lista delle capitali italiane dell'arte contemporanea
- 2026  Gibellina[1]